# فهد (اسم)
فَهْدٌ هو اسم علم مذكر عربي وهو اسم منتشر في الجزيرة العربية ويلفظ فَهَدْ.

## قائمة ببعض المشاهير
- فهد بن عبد العزيز آل سعود ملك المملكة العربية السعودية.
- فهد الأحمد الجابر الصباح كويتي قتل في حرب الخليج.
- فهد بلان فنان سوري.
- فهد الحريري لبناني من أثرياء العرب.
- فهد الحوسني منشد إماراتي .
- فهد الكندري قارئ قرآن كويتي.
- فهد خميس لاعب كرة إماراتي.
- فهد بن سعود بن عبد العزيز آل سعود، أمير سعودي.
- فهد بن سلمان بن عبد العزيز آل سعود سياسي سعودي.
- فهد بن تركي الثاني بن عبد العزيز آل سعود قائد عسكري سعودي.
- فهد العسكر شاعر كويتي.